# Wang Xiangdang
Wang Xiangdang (chiń. 王向党; ur. 5 kwietnia 1983 w Shandong) – chiński wioślarz, reprezentant Chińskiej Republiki Chińskiej w wioślarskiej ósemce  podczas Letnich Igrzysk Olimpijskich w Pekinie.

## Osiągnięcia
- Mistrzostwa Świata – Mediolan 2003 – ósemka – 16. miejsce[1].
- Mistrzostwa Świata – Eton 2006 – dwójka bez sternika – 4. miejsce[1].
- Mistrzostwa Świata – Monachium 2007 – ósemka – 7. miejsce[1].
- Igrzyska Olimpijskie – Pekin 2008 – ósemka – 7. miejsce[2].